# 花园街道 (哈尔滨市)
花园街道是中国黑龙江省哈尔滨市南岗区下辖的一个街道，位于哈尔滨市中心地带。